# تشارلي شيفر
تشارلي شيفر (بالإنجليزية: Charlie Cheever)‏ (و. 1981 – م) هو مهندس، رجل أعمال من الولايات المتحدة الأمريكية ولد في بيتسبرغ، بنسيلفانيا.

## التعليم
تعلم في جامعة هارفارد.